# Signalisation horizontale des virages en France
La signalisation horizontale des virages est faite en France à l’aide d’une ligne continue précédée d’une ligne d’annonce et de flèches de rabattement ou bien d’une ligne mixte selon que l’usager a une visibilité suffisante ou non.

## Ligne axiale utilisée[1].
La ligne continue est normalement tracée dans l'axe géométrique de la chaussée, sur toute la zone où l’usager a une distance de visibilité inférieure à la distance minimale recommandée pour la vitesse V15 pratiquée sur cette section.
Une ligne mixte, continue doublée d’une ligne discontinue, est utilisée lorsque la distance de visibilité n’est correcte que dans un seul sens.
Dans certains cas particuliers, il est à craindre que tous les véhicules de gabarit réglementaire ne puissent pratiquement pas respecter la ligne continue en raison de l'étroitesse de la chaussée ou de la disposition des lieux. On la remplace alors par une ligne de type T3 de largeur 2u et de même longueur que la ligne continue et les lignes d'annonce auxquelles elle se substitue, sans flèches de rabattement.

## Valeur de ladistance de visibilitéΔ
En fonction des valeurs de V 15, les valeurs de Δ sont définies dans le tableau ci-dessous :
| V 15 (en km/h)                  | 40 | 50 | 60 | 70  | 80  | 90  | 100 | 110 | 120 |
| Distance de visibilité Δ (en m) | 40 | 60 | 90 | 120 | 160 | 200 | 250 | 300 | 360 |

## Marquage d’une route à deux voies avec recouvrement des distances de visibilité
Le premier cas de figure est celui, le plus courant, où les distances de visibilité comptées dans chaque sens (représentées en bleu et en vert dans le schéma ci-dessous) se recouvrent.
Dans le sens pour lequel le virage est à droite et afin de prendre en compte la gêne constituée par les masques mobiles, on prendra pour la détermination de la fin de la zone de dépassement interdit la valeur de Δ associée à la V15  immédiatement supérieure à celle que l'on considère, notée Δm et en rouge sur le schéma ci-dessous.

Distances de visibilité au droit d’un point singulier et marquage correspondant
La zone marron représente un masque latéral empêchant pour l'usager de voir au-delà

Application au cas le plus courant : virage isolé avec une vitesse V15 de 90 km/h sur une route à 2 voies de rase campagnes